# Западина

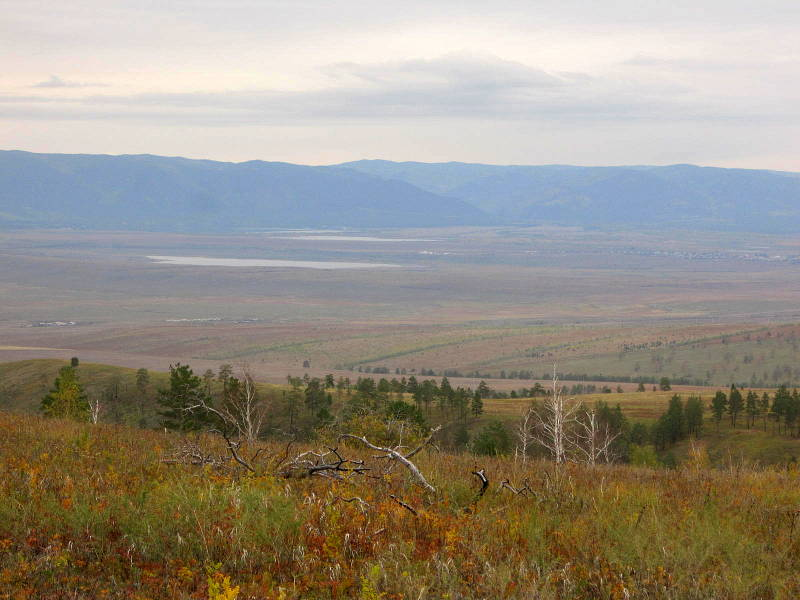
Убукунська западина

Найглибші западини суші (суходолу)

Запа́дини — зниження земної поверхні в межах суші, а також дна океанів та морів. За походженням бувають тектонічні (більша частина), дефляційні та ін.
Характерні для областей з аридним кліматом.

## В Україні
В Україні найбільшою є Дніпровсько-Донецька западина.

## Приклади западин
- Причорноморська западина
- Атакамська западина
- Алеутська западина
- Бахмутська западина
- Бовтиська западина
- Кальміус-Торецька западина
- Кумо-Маницька западина
- Львівська крейдова западина
- Паннонська западина